# Circonscription des Cyclades
La circonscription des Cyclades (en grec : Εκλογική περιφέρεια Κυκλάδων) est une circonscription législative de la Grèce. Elle correspond au territoire du nome des Cyclades (el). Elle compte 130 052 électeurs inscrits en janvier 2015.

Situation de la circonscription des Cyclades

## Élections législatives de mai 2012

### Résultats
La circonscription des Cyclades élit trois députés en mai 2012. Les élections ont lieu au scrutin proportionnel plurinominal avec prime majoritaire et un seuil de représentation de 3 % des suffrages exprimés au niveau national.
75 343 électeurs se sont exprimés sur 125 483 inscrits, soit un taux de participation de 60,04 %. Parmi les vingt-quatre listes candidates, trois listes obtiennent chacune un siège dans la circonscription.
| Rang | Liste                              | Nombre de voix | Pourcentage des voix | Nombre de sièges |
| ---- | ---------------------------------- | -------------- | -------------------- | ---------------- |
| 1    | Nouvelle Démocratie                | +12 779,       | 17,41 %              | 1                |
| 2    | SYRIZA                             | +12 584,       | 17,15 %              | 1                |
| 3    | Grecs indépendants                 | +09 488,       | 12,93 %              | 1                |
| 4    | Mouvement socialiste panhellénique | +08 259,       | 11,25 %              | 0                |
| 5    | Gauche démocrate                   | +06 331,       | 8,63 %               | 0                |
| 6    | Parti communiste de Grèce          | +04 740,       | 6,46 %               | 0                |
| 7    | Aube dorée                         | +04 626,       | 6,30 %               | 0                |

### Députés

#### Nouvelle Démocratie
La liste de la Nouvelle Démocratie est en tête et obtient un siège.
| Rang | Nom              | Nombre de voix |
| ---- | ---------------- | -------------- |
| 1    | Ioánnis Vroútsis | +7 731,        |

#### SYRIZA
La liste de la SYRIZA est deuxième et obtient un siège.
| Rang | Nom                  | Nombre de voix |
| ---- | -------------------- | -------------- |
| 1    | Nikólaos Syrmalénios | +2 440,        |

#### Grecs indépendants
La liste des Grecs indépendants est troisième et obtient un siège.
| Rang | Nom              | Nombre de voix |
| ---- | ---------------- | -------------- |
| 1    | Marios Voutsinos | +2 996,        |

## Élections législatives de juin 2012

### Résultats
La circonscription des Cyclades élit trois députés en juin 2012. Les sièges sont répartis à l'issue d'un scrutin proportionnel plurinominal avec prime majoritaire entre les listes ayant obtenu au moins 3 % des suffrages exprimés au niveau national.
73 380 électeurs se sont exprimés sur 125 856 inscrits, soit un taux de participation de 58,30 %. Parmi les dix-sept listes candidates, trois listes obtiennent chacune un siège dans la circonscription.
| Rang | Liste                              | Nombre de voix | Pourcentage des voix | Nombre de sièges |
| ---- | ---------------------------------- | -------------- | -------------------- | ---------------- |
| 1    | Nouvelle Démocratie                | +22 197,       | 30,61 %              | 1                |
| 2    | SYRIZA                             | +19 337,       | 26,67 %              | 1                |
| 3    | Mouvement socialiste panhellénique | +08 302,       | 11,45 %              | 1                |
| 4    | Grecs indépendants                 | +06 990,       | 9,64 %               | 0                |
| 5    | Gauche démocrate                   | +05 416,       | 7,47 %               | 0                |
| 6    | Aube dorée                         | +04 001,       | 5,52 %               | 0                |
| 7    | Parti communiste de Grèce          | +02 098,       | 2,89 %               | 0                |

### Députés

#### Nouvelle Démocratie
La liste de la Nouvelle Démocratie est en tête et obtient un siège.
| Rang | Nom              |
| ---- | ---------------- |
| 1    | Ioánnis Vroútsis |

#### SYRIZA
La liste de la SYRIZA est deuxième et obtient un siège.
| Rang | Nom                  |
| ---- | -------------------- |
| 1    | Nikólaos Syrmalénios |

#### Mouvement socialiste panhellénique
La liste du Mouvement socialiste panhellénique est troisième et obtient un siège.
| Rang | Nom              |
| ---- | ---------------- |
| 1    | Panagiotis Rigas |

## Élections législatives de janvier 2015

### Résultats
La circonscription des Cyclades élit quatre députés en janvier 2015. Les sièges sont répartis à l'issue d'un scrutin proportionnel plurinominal avec prime majoritaire entre les listes ayant obtenu au moins 3 % des suffrages exprimés au niveau national.
83 919 électeurs se sont exprimés sur 130 052 inscrits, soit un taux de participation de 55,98 %. Parmi les seize listes candidates, deux listes obtiennent au moins un siège dans la circonscription.
| Rang | Liste                              | Nombre de voix | Pourcentage des voix | Nombre de sièges |
| ---- | ---------------------------------- | -------------- | -------------------- | ---------------- |
| 1    | SYRIZA                             | +24 033,       | 35,12 %              | 3                |
| 2    | Nouvelle Démocratie                | +21 616,       | 31,59 %              | 1                |
| 3    | La Rivière                         | +04 629,       | 6,76 %               | 0                |
| 4    | Aube dorée                         | +03 468,       | 5,07 %               | 0                |
| 5    | Grecs indépendants                 | +03 416,       | 4,99 %               | 0                |
| 6    | Mouvement socialiste panhellénique | +03 344,       | 4,89 %               | 0                |
| 7    | Parti communiste de Grèce          | +02 838,       | 4,15 %               | 0                |

### Députés
La répartition des sièges au sein de chaque liste élue dépend du nombre de voix obtenues individuellement par chaque candidat, suivant le système du vote préférentiel. Dans la circonscription des Cyclades, les listes peuvent comporter jusqu'à six candidats. Les électeurs peuvent exprimer un vote préférentiel pour un maximum de deux candidats sur la liste pour laquelle ils votent.

#### SYRIZA
La liste de la SYRIZA est en tête et obtient trois sièges.
| Rang | Nom                  | Nombre de voix |
| ---- | -------------------- | -------------- |
| 1    | Nikolaos Syrmalenios | +08 484,       |
| 2    | Antonios Syrigos     | +06 601,       |
| 3    | Nikolaos Manios      | +06 130,       |

#### Nouvelle Démocratie
La liste de la Nouvelle Démocratie est deuxième et obtient un siège.
| Rang | Nom              | Nombre de voix |
| ---- | ---------------- | -------------- |
| 1    | Ioannis Vroutsis | +13 328,       |